# Батавские слёзки

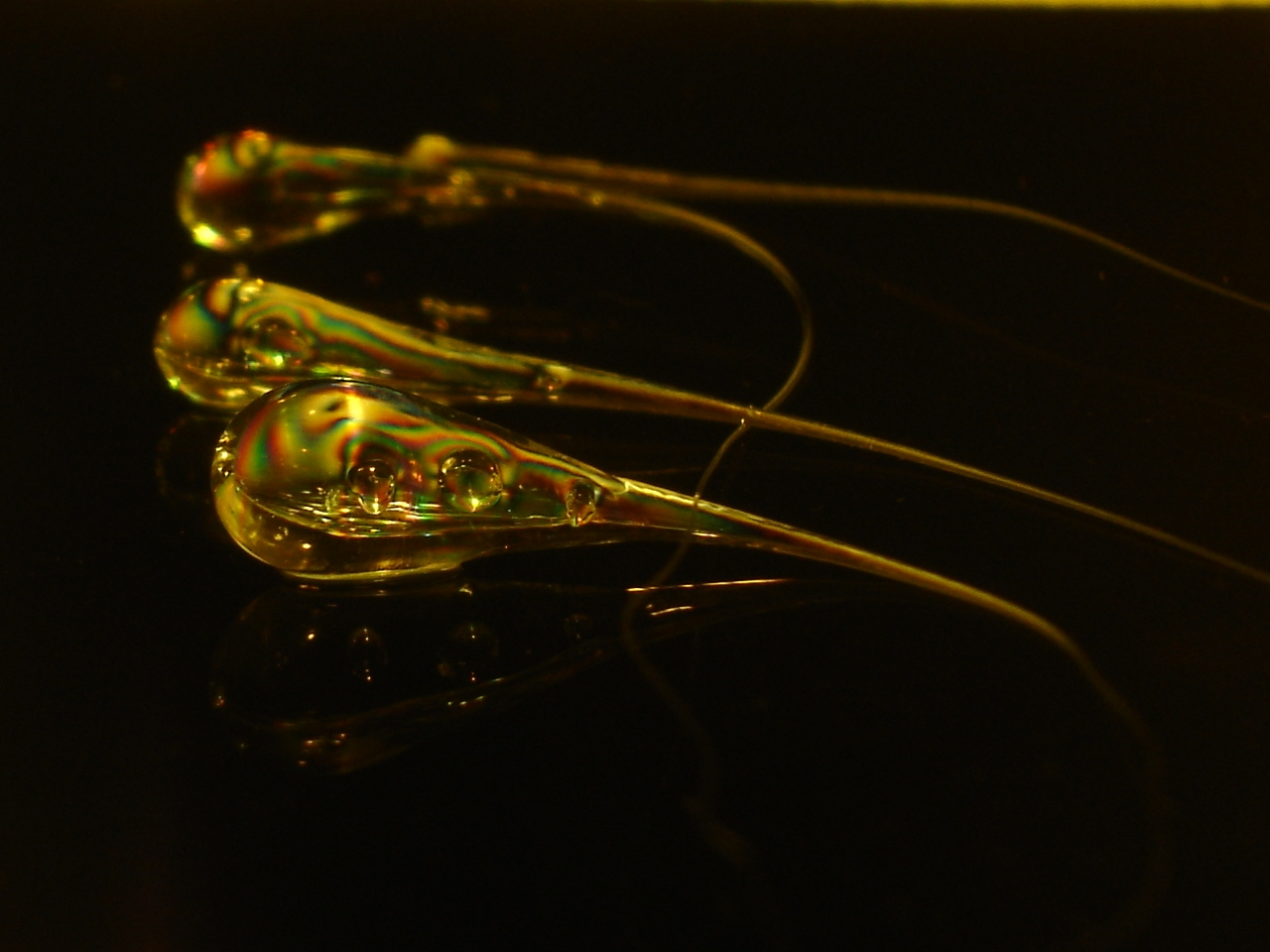
Батавские слёзки в поляризованном свете

Батавские слёзки (в честь Батавии — старого названия Голландии), также болонские склянки, капли принца Руперта (англ. Prince Rupert's drops) — застывшие капли закалённого стекла, обладающие чрезвычайно высокими внутренними механическими напряжениями.

## История
Скорее всего, подобные стеклянные капли были известны стеклодувам с незапамятных времён, однако внимание учёных они привлекли в середине XVII века. Появились они в Европе (по разным источникам, в Голландии, Дании или Германии). В Англию их привёз принц Руперт Пфальцский. Технология изготовления «слёзок» держалась в секрете, но на поверку оказалась очень простой.

## Опыт
Если капнуть расплавленным стеклом в холодную воду и стекло после этого не лопнет, а начнёт застывать, получается капля в форме головастика, с длинным изогнутым «хвостом». При этом «голова» капли обладает исключительной прочностью, по ней можно бить металлическим молотком в полную силу, и в зависимости от объёма она выдерживает усилие гидравлического пресса до 30 тонн, оставляя вмятину на стали.
Но стоит надломить или просто задеть «хвост» капли, она мгновенно разлетается на мелкие осколки по направлению от «хвоста» к «голове». По этой причине надламывание желательно проводить под слоем жидкости и инструментом типа щипцов, так как при этом опыте помимо опасности от самого стекла происходит гидроудар из-за очень резкого расширения поля осколков. На кадрах, зарегистрированных с помощью высокоскоростной съёмки, видно, что фронт «взрыва» движется по капле с большой скоростью: 1,2 км/с (для сравнения: скорость звука в воздухе 0,34 км/с, скорость детонации взрывчатки — 2—9 км/с).
Если опыт проводится в темноте, заметна также триболюминесценция. В поляризованном свете видно, что капля не изотропна, а испытывает сильные внутренние напряжения, что и вызывает такие свойства.

## Физическое объяснение
Расплавленное стекло при понижении температуры не кристаллизуется, а переходит в стеклообразное состояние, то есть атомы твердеющего стекла не успевают занять свои «правильные», такие же, как в кристалле, места, а формируют структуру, подобную структуре жидкости. Характеристики стекла в этом состоянии — в частности, объём — существенно зависят от скорости охлаждения расплава.
Когда капля стекла, расплавленного при температуре 400—600 °C, попадает в воду, её внешний слой охлаждается так быстро, что структура стекла не успевает перестроиться, и соответствующее изменение (уменьшение) объёма мало́. С другой стороны, сердцевина капли остывает медленно, и потому структура стекла сердцевины изменяется в гораздо большей степени, чем у стекла в наружном слое. Однако объём сердцевины не может измениться соответственно изменению структуры, поскольку такому изменению объёма препятствует внешний слой. В результате сердцевина оказывается растянута, а внешний слой — сжат. Иначе говоря, во внутренней части остывшей капли действуют механические напряжения растяжения, а во внешней части — напряжения сжатия. Сжатая оболочка очень прочна (так же устроены, например, донышки аэрозольных баллонов или бетонные тоннели метро), но если оболочку разрушить, все напряжения высвобождаются, и капля взрывается.
Аналогичным образом получают закалённое стекло — однако у него нет того хвостика, за который можно сломать оболочку (точнее, такими «хвостиками» являются углы с наибольшей кривизной). Если оболочку всё-таки удастся сломать (например, вставив стакан из такого стекла в другой стакан и нагрев, или ударив по торцу листа из такого стекла), возможен такой же «взрыв».

## Применение
Несмотря на прочность самой капли, прикладное их применение не задокументировано. Их слабое место — хвост: его очень легко сломать. После надлома хвоста тело капли раскрошится само, поэтому капли почти не имеют прикладной ценности.